# Spencermartinsia
Spencermartinsia är ett släkte av svampar. Spencermartinsia ingår i familjen Dothidotthiaceae, ordningen Pleosporales, klassen Dothideomycetes, divisionen sporsäcksvampar och riket svampar.
|                  | Dothidotthia                                |
|                  |                                             |
|                  | Barriopsis                                  |
|                  |                                             |
| Spencermartinsia | \| \| Spencermartinsia viticola \| \| \| \| |
|                  | \| \| Spencermartinsia viticola \| \| \| \| |
|                  | Spencermartinsia viticola                   |
|                  |                                             |

|  | Spencermartinsia viticola |
|  |                           |